# Call on My Brothers
Call On My Brothers è il terzo album in studio del gruppo musicale statunitense Ignite, pubblicato nel 1995.

## Tracce
1. Ash Return – 3:38
2. Straight Ahead – 1:34
3. Black Light – 2:30
4. Far Away – 2:38
5. You – 3:57
6. Epidemic – 2:22
7. In My Time – 1:15
8. Distance – 2:37
9. Call On My Brothers – 2:16
10. Should Have Known – 1:46
11. Aggression – 2:11
12. Slow – 1:51
13. Sided – 2:10
14. Family – 2:21
15. 50 And A Month (For Carl Grantland Jones) – 3:02
16. Man Against Man – 13:56